# Disney Auctions
Disney Auctions est un site de vente aux enchères créé en octobre 2000 par Walt Disney Internet Group (filiale de la Walt Disney Company) en partenariat avec eBay.
Le site propose des objets inutilisés des filiales de Disney principalement des objets des parcs à thèmes américains (Disneyland Resort et Walt Disney World Resort) ou des studios de productions de Disney. Son fonctionnement reprend celui de eBay.
Ainsi un wagon de monorail du Walt Disney World Monorail a été vendu tout comme des Omnimover de certaines attractions fermées de Disneyland ou EPCOT.